# St. Martin (Niederkirchen bei Deidesheim)
Die katholische Kirche St. Martin im pfälzischen Niederkirchen bei Deidesheim ist dem Heiligen Martin von Tours geweiht. Das Gotteshaus ist in der Denkmalliste des Landes Rheinland-Pfalz als Einzeldenkmal geführt und als eine der wenigen erhaltenen Dorfkirchen des 11. Jahrhunderts in der Pfalz von besonderer kunsthistorischer Bedeutung.

## Lage
Das Gebäude befindet sich in der Ortsmitte, seine Adresse ist Hauptstraße 21.

## Geschichte
Der Bau hatte wohl einen Vorgänger aus karolingischer Zeit, der auf einem Friedhof errichtet wurde, von diesem sind jedoch keine Reste mehr erhalten. Die Kirche wurde im Jahr 1235 erstmals urkundlich erwähnt, erbaut wurde sie jedoch bereits früher, vermutlich von Handwerkern, die aus einer Bauhütte des Speyerer Doms oder der Klosterkirche Limburg kamen. Niederkirchen war damals Pfarrsitz der Mark Deidesheim, bis dieser in der Mitte des 15. Jahrhunderts nach Deidesheim verlegt wurde; etwa zur selben Zeit wurde dort mit dem Bau der Ulrichskirche begonnen. 1750 wurde Niederkirchen wieder zur eigenständigen Pfarrei erhoben. In den Revolutionskriegen erlitt die Kirche 1794 bei Plünderungen durch französische Truppen beträchtlichen Schaden. Der Neubau des Langhauses 1955/56 förderte dekorierte romanische Fundstücke zutage, die eingehend untersucht wurden und danach ihren Weg in das Historische Museum der Pfalz (Speyer) fanden. Von 2006 bis 2015 bildete die Niederkirchener Pfarrei St. Martin mit der Pfarrei St. Ägidius in Meckenheim eine Pfarreiengemeinschaft, und seit dem 1. Januar 2016 gehört Niederkirchen als Gemeinde (Pfarrbezirk) zur Pfarrei St. Michael mit Sitz in Deidesheim.

## Baubestand

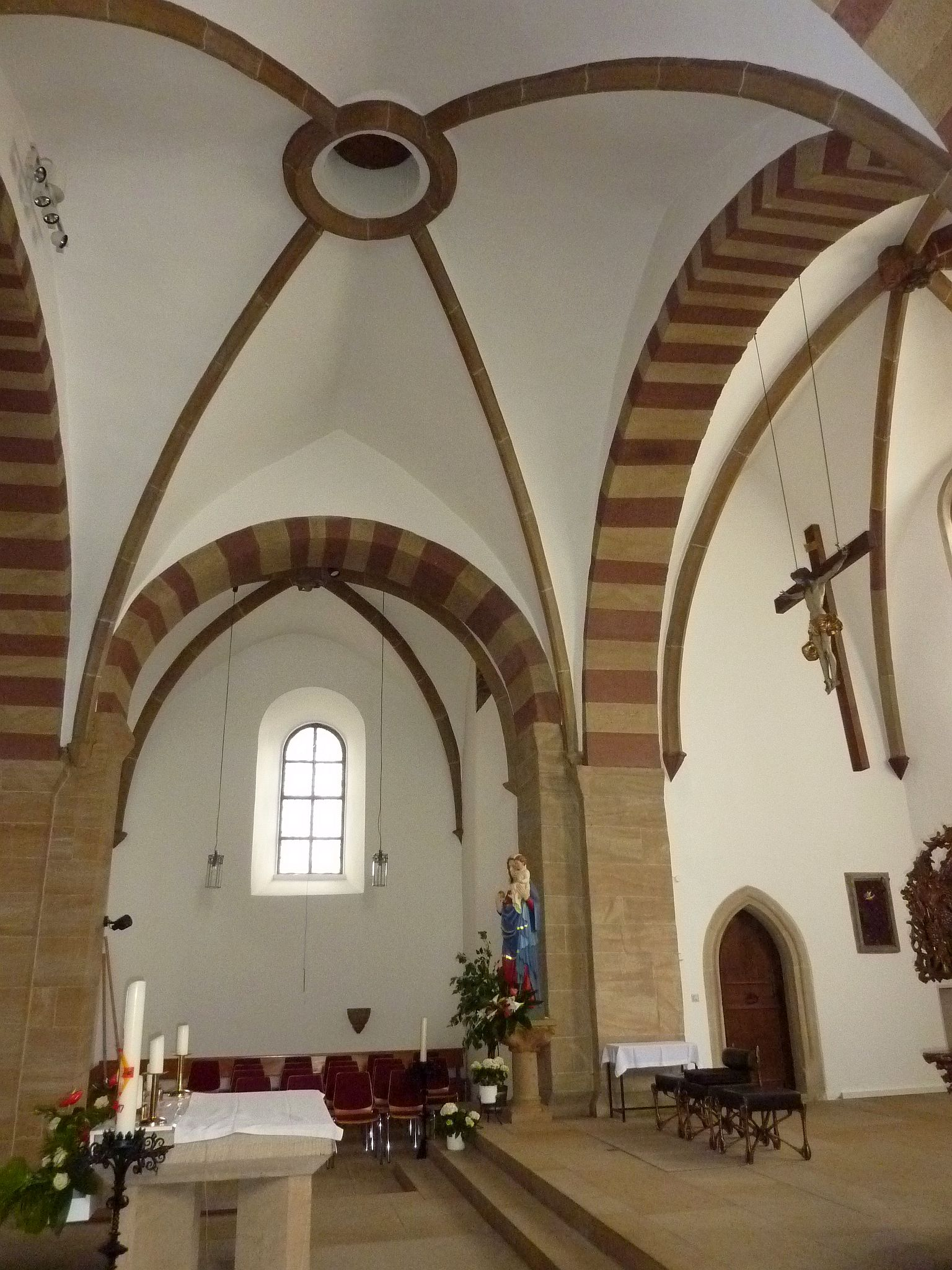
Vierung von Süden

Die ältesten Teile der Kirche, der Vierungsturm und das Querhaus, wurden in der zweiten Hälfte des 11. Jahrhunderts errichtet. In ihrer ursprünglichen Form erfüllte die „Vierung“ die Funktion eines Chorraums, weswegen man die Kirche auch als Chorturmanlage bezeichnen kann. Um das Jahr 1300 wurde im Osten, anstelle der romanischen Apsis, der hochgotische Chor angebaut und in den nördlichen Winkel zwischen Querbau und dem Chor eine Sakristei.
Der den Ort dominierende mächtige Vierungsturm ist aus kleinen Bruchsteinen geschaffen, die unter dem Putz verschwunden sind. Der Turm ist dreigeschossig, seine beiden unteren Geschosse weisen auf jeder Seite ein vertieftes Feld mit einem wellenförmigen Bogenfries auf. Das obere Stockwerk, das Glockengeschoss, ist auf jeder Seite mit zwei Zwillingsschallfenstern versehen. Darüber befindet sich ein wohl aus dem Spätmittelalter stammender, zinnenförmiger Aufbau, der ein Walmdach trägt.
Das Innere des Turmraums, die querrechteckige Vierung, bildet den Mittelpunkt der Kirche. Vier Arkaden, die alternierend mit roten und gelben Sandsteinquadern besetzt sind, trennen den Vierungsraum von den angrenzenden Räumen. Im südlichen Seitenschiff findet sich ein heute vermauertes romanisches Portal mit einem reich verzierten Tympanon, am Nordquerarm gibt es ein romanisches Rundbogenfenster. An der östlichen Außenwand des südlichen Seitenquerarms ist ein Kriegerdenkmal für die Gefallenen des Ersten Weltkriegs.
Das alte einschiffige Langhaus wurde 1955/56 abgerissen und durch einen modernen, dreischiffigen Neubau aus Beton ersetzt.

## Ausstattung

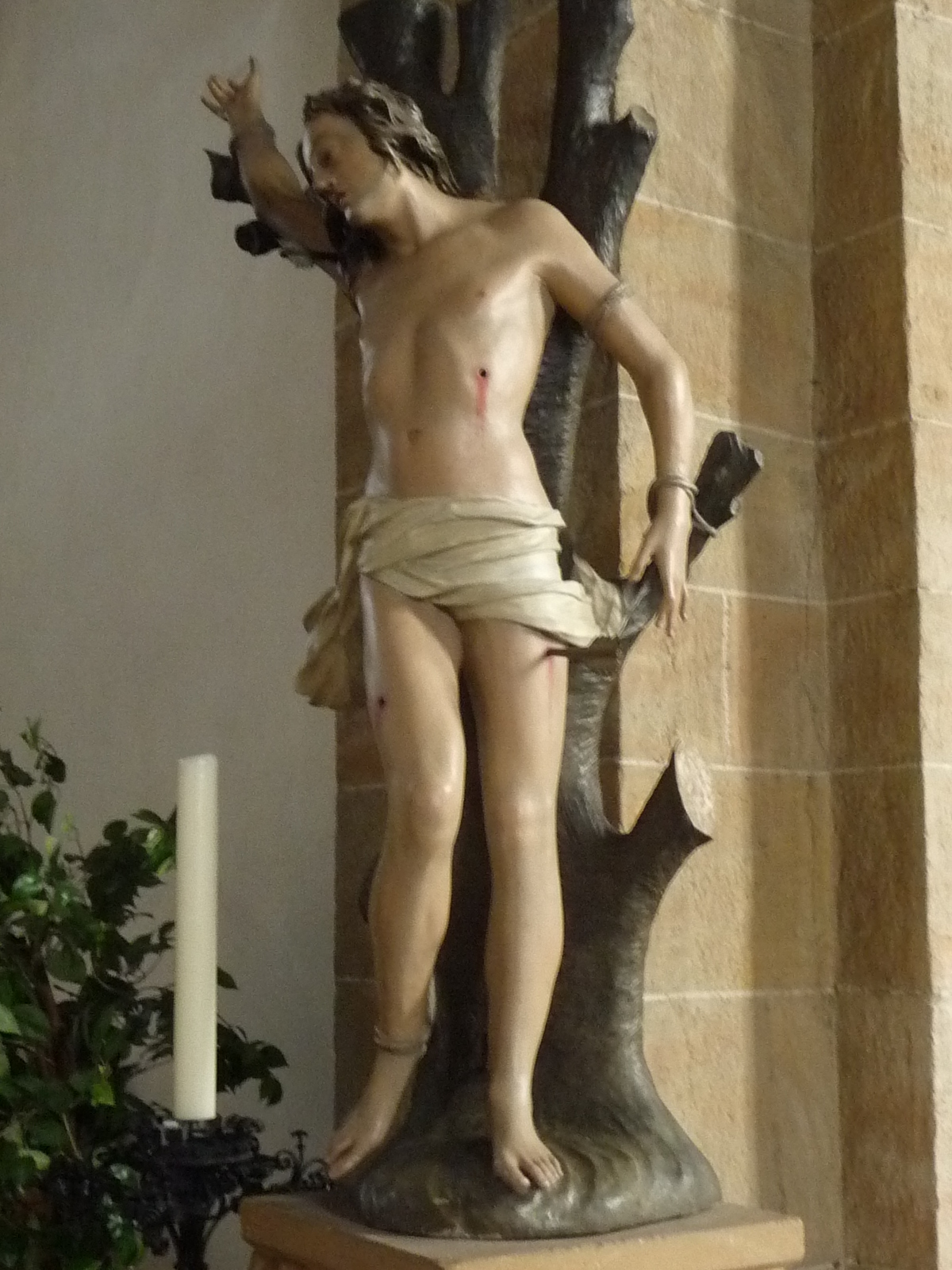
Heiliger Sebastian

Viele Ausstattungsstücke der Martinskirche stammen aus der Pauluskirche in Worms. Sie wurden zu Anfang des 19. Jahrhunderts hergebracht, nachdem die Kirche mit ihrer barocken Ausstattung von französischen Revolutionstruppen verwüstet worden war; dazu zählen die Figuren des Heiligen Wendelin und des Heiligen Sebastian, Jesus Christus als Guter Hirte, ein heiliger Josef und eine heilige Barbara.
Die Figur des Heiligen Pantaleon, der in Niederkirchen besonders verehrt wird, stammt dagegen aus einer späteren Epoche, und die Plastik der Anna selbdritt stammt aus der Zeit um 1500, das Jesuskind, das sie auf dem Arm trägt, wurde später dazugefügt.

## Bedeutung
Die Martinskirche ist der bedeutendste Sakralbau der Verbandsgemeinde Deidesheim. Wegen ihrer stilistischen Ähnlichkeit zur nahegelegenen Klosterkirche Limburg (Bad Dürkheim), sowie zum ebenfalls nicht weit entfernten Speyerer Dom, und als eine der ältesten erhaltenen Dorfkirchen aus der Zeit des 11. Jahrhunderts in der Pfalz ist sie von hervorragender kunsthistorischer Bedeutung. Ihr monumentaler Vierungsturm ist einer der ältesten erhaltenen in Deutschland.

## Name
An „Martin“ als Kurzname für die Martinskirche bzw. für den Ortsheiligen Niederkirchens erinnern heute noch das Flurstück „Am Martinsweg“ östlich von Deidesheim („Martenweg“/„Martinsweg“ hieß früher die Verbindungsstraße zwischen Deidesheim und Niederkirchen), das Martental (im Volksmund fälschlicherweise Madental genannt), sowie der Martenberg (Kirchberg) im Pfälzerwald, wo Niederkirchen – später gemeinsam mit Deidesheim – bereits seit fränkischer Zeit Waldeigentum vorweisen konnte.